# Pacifiphyton bollandi
Pacifiphyton bollandi is een zachte koraalsoort uit de familie Nephtheidae. De koraalsoort komt uit het geslacht Pacifiphyton. Pacifiphyton bollandi werd in 1997 voor het eerst wetenschappelijk beschreven door Williams. 